# Recurso administrativo
El recurso administrativo es aquel acto administrativo ejercido preferentemente a petición de parte (el administrado) para obtener la modificación, revocación o invalidación de una resolución administrativa, generalmente cuando ésta causa un agravio al administrado.

## Regulación por país

### Argentina
En Argentina, se encuentran mayormente incorporados en el Reglamento de la Ley Nacional de Procedimientos Administrativos (léase Decreto - Ley 19.549/72 y Decreto Reglamentario 1759/72), sin perjuicio de lo que dispongan las legislaciones y Códigos Contencioso - Administrativos de las diferentes provincias. En Argentina, a nivel nacional, tal principio de ejecutoriedad se basa en el Art. 12 de la Ley Nacional de Procedimientos Administrativos (en adelante, LNPA), que establece la suspensión de sus efectos sólo en los siguientes casos: perjuicio al interés público, alegación fundada de una nulidad absoluta o grave perjuicio al particular involucrado. Recordemos que la interposición de recursos no conmueve la ejecución del acto administrativo.

### Chile
En Chile, la Ley Orgánica Constitucional de Bases de la Administración (N° 18.575) establece en su artículo 10 que los actos 
administrativos serán impugnables mediante los recursos que establezca la ley, estableciendo como recursos básicos el de reposición ante el mismo órgano del que hubiere emanado el acto respectivo y el recurso jerárquico, este último extraordinario, ante el superior correspondiente, sin perjuicio de las acciones judiciales a que haya lugar. 
En tanto, la Ley de Bases de los Procedimientos Administrativos, Ley N°19.880 (LBPA),  consagra en su artículo 15 el denominado "Principio de Impugnabilidad", en los siguientes términos: 
"Principio de impugnabilidad. Todo acto administrativo es impugnable por el interesado mediante los recursos administrativos de reposición y jerárquico, regulados en esta ley, sin perjuicio del recurso extraordinario de revisión y de los demás recursos que establezcan las leyes especiales.     
Sin embargo, los actos de mero trámite son impugnables sólo cuando determinen la imposibilidad de continuar un procedimiento o produzcan indefensión.     
La autoridad que acogiere un recurso interpuesto en contra de un acto administrativo, podrá dictar por sí misma el acto de reemplazo".
El artículo 59 del mismo cuerpo normativo, se refiere al recurso de reposición y jerárquico, mientras que el artículo 60 regula el recurso extraordinario de revisión de actos firmes, cuando éstos se hayan dictado sin las exigencias señaladas en el mismo precepto.
De igual forma, el artículo 61 contempla la Revocación de los actos administrativos. 

### España
En España los recursos administrativos están regulados en el capítulo 2 del Título V de la Ley 39/2015, de 1 de octubre, del Procedimiento Administrativo Común de las Administraciones Públicas, dedicado a los Recursos Administrativos. El recurso se basa en el artículo 39 de la Ley 39/2015 que indica que los actos administrativos se presumen válidos y se admite prueba en contrario a través del recurso administrativo o contencioso, para demostrar si la administración ha incurrido en ilegalidad, anulando el acto.

### República Dominicana
En República Dominicana, los recursos administrativos están regulados por la Ley No. 13-07, y se menciona en el artículo 4 de dicha ley.

## Concepto de recursos
Es la petición de revisión de un acto definitivo que es realizada por la propia administración que lo dictó. El recurrente debe ser titular de un derecho subjetivo o tener un interés personal directo o legítimo.
Los dos principales tipos de recursos son el de alzada, que se interpone ante el órgano superior jerárquico al que dictó la resolución, y el de reposición, que se interpone ante el mismo órgano que dictó la resolución, por carecer dicho órgano de superior jerárquico y poner por tanto fin la vía administrativa.
La LNPA argentina incorpora los siguientes recursos administrativos ordinarios: Alzada, de Reconsideración y Jerárquico, existiendo el recurso extraordinario de revisión contra actos firmes, cuando se cumplan los requisitos que exige el art. 22 de la LNPA.
No obstante, se norman como especie de los remedios procesales los reclamos: el R. Administrativo Previo (arts. 30 a 32 de la Ley) y el R. Impropio (a interponerse contra actos de alcance general para impugnarlos de manera directa).
A su vez, contempla el Reglamento de la misma a las denominadas "vías administrativas", que no son recursos en sentido estricto, pues no buscan impugnar decisiones; v.gr.: la Reclamación en Queja, el pedido de Rectificación de Errores Materiales y la Aclaratoria.
En general (excepto la Queja y el Reclamo Administrativo Previo, en este caso si esa es la elección del particular) se interponen ante el mismo órgano que dictó el acto. Las excepciones aluden a su interposición ante el superior.

## Objeto de recurso
Se podrán presentar recursos contra la resolución del procedimiento, los actos de trámite que decidan directa o indirectamente en el fondo del asunto o que imposibilite continuar el procedimiento. Y en aquellos actos de trámite que producen indefensión o perjuicio irreparable.
El recurso se debe basar (en general) en la nulidad o anulabilidad de los actos o resoluciones.
Se interpondrá el recurso de alzada o potestativo de reposición , estos pueden ser sustituidos por otras a través de las legislaciones específicas.
En Argentina (tratándose de la Administración federal), se puede impugnar además la oportunidad, mérito o conveniencia del acto.

### No es objeto de recurso
Las disposiciones administrativas de carácter general (en Argentina sí, por medio del Reclamo Impropio). Los vicios y defectos que anulan un acto no pueden ser alegados por quien lo hubiese causado.
Esto se relaciona, en la ley argentina, con la facultad de la Administración de revocar en propia sede los actos nulos propiamente dichos que tuvieran vicios conocidos por el particular (art. 17 LNPA), además de cuando la revocación favoreciera a éste sin perjudicar a terceros o el derecho hubiera sido otorgado expresa y válidamente a título precario. 
En la LNPA argentina, es irrecurrible la decisión que decide sobre el fondo una Denuncia de Ilegitimidad (recurso extemporáneo aceptado por la autoridad pública siempre que no estuviesen excedidas razonables pautas temporales que hagan presumir el abandono del derecho o hubiera razones de seguridad jurídica para no hacerlo), y la decisión sobre un Reclamo Impropio (podrá llegarse a la Justicia dentro del plazo de caducidad de 90 días hábiles judiciales desde su denegación expresa).

## Efectos de la interposición del recurso
La interposición de un recurso no suspende en general la ejecución del acto recurrido. Así, en España, el art 111 de la Ley 30/92 indica que al interponer el recurso no se suspende su ejecución, salvo que una norma lo indique, o el órgano competente indique la suspensión porque se cause un perjuicio de difícil reparación. 
De igual manera, la ley argentina, tampoco la presentación del recurso afecta la ejecutoriedad del acto (art. 12 LNPA), en principio, a menos que la Administración decida de esa manera por haberse alegado fundadamente una nulidad absoluta, se vea afectado el interés público o el mantenimiento del acto causare perjuicios graves al interesado.
Se tomará medidas cautelares cuando se acuerde la suspensión del acto, para la protección del interés público y la eficacia del acto. 
Cuando el recurso tenga por objeto la impugnación de un acto administrativo que afecte a una pluralidad, la suspensión se publicará en un periódico oficial.
Cuando se tenga en cuenta en el recurso un nuevo hecho o documento no recogido en el expediente se le debe comunicar a los interesados para que formulen las alegaciones pertinentes. No se tendrá en cuenta los documentos que deberían haberse aportado anteriormente.
En la República Argentina, se podrá solicitar la suspensión de los efectos del acto por voluntad del administrado en sede administrativa y/o judicial.
En este último caso, se interpondrá una medida cautelar, ya sea antes, durante o después del trámite administrativo.
La cautela solicitada en la Justicia durante el procedimiento administrativo recibe el nombre de "autónoma", y para que proceda la doctrina es conteste en que debe habérsela solicitado antes en sede administrativa, mediando rechazo o silencio por el tiempo razonable fijado al efecto (al no haber plazo, se dice que la norma genérica -art. 10 LNPA- que contempla el silencio administrativo es inaplicable, pues da 60 días hábiles administrativos y un pronto despacho a cargo del particular por 30 días más). Se ha dicho que ese lapso debe de ser fijado por el administrado.
Los autores han debatido sobre qué normas deben aplicarse a la cautela.
Una postura afirma que se aplican en todo momento los recaudos del art. 12 LNPA, de manera alternativa.
Otra posición argumenta que es de aplicación supletoria el art. 230 del Código Procesal Civil y Comercial de la Nación (CPCCN), que incorpora los siguientes requisitos: verosimilitud del derecho, peligro en la demora y contracautela, a los que debería agregarse la expresa meción del interés público directamente afectado. Han de presentarse todos estos recaudos de manera conjunta.
En tercería, sostuvo Comadira que se aplica (estando en trámite el procedimiento) el art. 12 LNPA, pues el Juez debe valorar necesariamente los mismos extremos que la autoridad ejecutiva. Si el mismo ha finalizado, jugará en el caso la norma específica del proceso judicial, es decir, el art. 230 CPCCN.

## Resolución
La resolución debe estimar en todo o parte de las pretensiones formuladas o se declarará la inadmisión. Si se aprecia un vicio de forma que no afecta al fondo del proceso, se debe retrotraer al momento a que fue cometido. 
Se resolverá sobre todas las cuestiones planteadas en el fondo alegadas o no, y se dará audiencia si se tomase en cuenta cuestiones no alegadas. Las resoluciones deben ser congruentes a la recurrido y no pueden agravar situaciones iniciales.
El silencio administrativo negativo (rechazo tácito) en la LNPA se configura por el lapso de 60 días sin mediar pronunciamiento, sumado a los 30 días suplementarios que brinda el pedido de pronto despacho. Luego de ello se podrá recurrir a sede judicial, sin límite de plazos, salvo lo pertinente en materia de prescripción.
Es decir que la autoridad pierde sus prerrogativas, y la acción del particular se dirige de acuerdo a la regulación del Código Civil argentino.